# Уласовская (Архангельская область)
Уласовская  — деревня в Вельском районе Архангельской области. Относиться к муниципальному образованию «Ракуло-Кокшеньгское». Близ деревни находятся развалины фермы.

## География
Деревня расположена в 55 км на восток от Вельска на автодороге Вельск — Октябрьский, на левом берегу реки Кокшеньга (приток Устьи). До административного центра муниципального образования «Ракуло-Кокшеньгское», деревни Козловская, 7 километров по гравийной дороге.
Ближайшие населённые пункты: деревня Бегуновская, на 1 километр южнее и деревня Надручевская, на 1 километр севернее
Часовой пояс
Уласовская, как и вся Архангельская область, находится в часовой зоне МСК (московское время). Смещение применяемого времени относительно UTC составляет +3:00.

## Население
| 2002 | 2010 | 2012 | 2014 |
| ---- | ---- | ---- | ---- |
| 8    | ↘4   | →4   | →4   |

## История
Указана в «Списке населённых мест по сведениям 1859 года» в составе Вельского уезда Вологодской губернии под номером «2461» как «Уласовская». Насчитывала 10 дворов, 40 жителей мужского пола и 42 женского.
В 1989 году в деревне насчитывалась 19 крестьянских усадеб.

## Достопримечательности

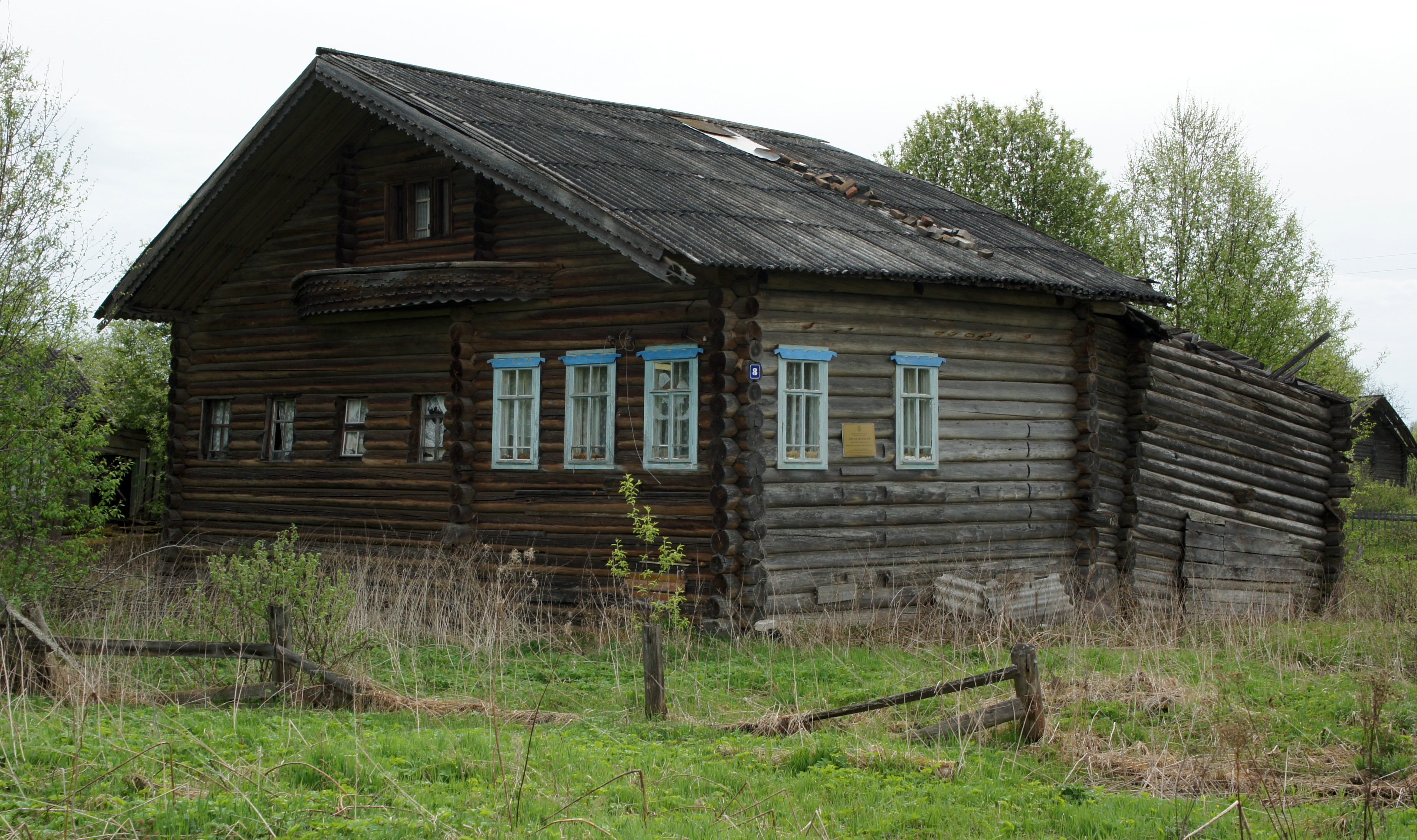
Дом Петровской в Уласовской

Жилой дом Петровской А. П. Объект культурного наследия № 2900000270  — деревянный жилой дом постройки конца 19 - начала 20 веков.

### Карты
- Лист карты P-38-97,98 Вельск. Масштаб: 1 : 100 000. Указать дату выпуска/состояния местности.